# Box-office France 1992
Cet article traite du box-office cinéma de 1992 en France.

## Les films à plus d'un million d'entrées
| Rang | Titre                                    | Pays | Réalisateur                                       | Entrées   |
| ---- | ---------------------------------------- | ---- | ------------------------------------------------- | --------- |
| 1.   | Basic Instinct                           |      | Paul Verhoeven                                    | 4 615 342 |
| 2.   | L'Arme fatale 3                          |      | Richard Donner                                    | 4 480 670 |
| 3.   | La Belle et la Bête                      |      | Gary Trousdale / Kirk Wise                        | 4 189 365 |
| 4.   | Bodyguard                                |      | Mick Jackson                                      | 3 754 496 |
| 5.   | Hook ou la Revanche du Capitaine Crochet |      | Steven Spielberg                                  | 3 401 004 |
| 6.   | Indochine                                |      | Régis Wargnier                                    | 3 198 663 |
| 7.   | L'Amant                                  |      | Jean-Jacques Annaud                               | 3 156 124 |
| 8.   | 1492 : Christophe Colomb                 |      | Ridley Scott                                      | 3 082 110 |
| 9.   | Les Nuits fauves                         |      | Cyril Collard                                     | 2 811 124 |
| 10.  | JFK                                      |      | Oliver Stone                                      | 2 588 745 |
| 11.  | Sister Act                               |      | Emile Ardolino                                    | 2 546 106 |
| 12.  | Beethoven                                |      | Brian Levant                                      | 2 493 576 |
| 13.  | Maman, j'ai encore raté l'avion          |      | Chris Columbus                                    | 2 359 212 |
| 14.  | La Crise                                 |      | Coline Serreau                                    | 2 354 309 |
|      | Blanche-Neige et les Sept Nains (rep)    |      | Walt Disney / David Hand / William Cottrell       | 1 871 192 |
| 15.  | Le Zèbre                                 |      | Jean Poiret                                       | 1 866 623 |
| 16.  | La Cité de la joie                       |      | Roland Joffé                                      | 1 851 102 |
| 17.  | Alien 3                                  |      | David Fincher                                     | 1 652 838 |
| 18.  | Universal Soldier                        |      | Roland Emmerich                                   | 1 538 373 |
| 19.  | Talons aiguilles                         |      | Pedro Almodóvar                                   | 1 494 860 |
|      | Orange mécanique (rep)                   |      | Stanley Kubrick                                   | 1 408 500 |
| 20.  | Les Nerfs à vif                          |      | Martin Scorsese                                   | 1 376 234 |
| 21.  | Un cœur en hiver                         |      | Claude Sautet                                     | 1 349 586 |
| 22.  | Le Bal des casse-pieds                   |      | Yves Robert                                       | 1 333 914 |
| 23.  | Batman : Le Défi                         |      | Tim Burton                                        | 1 243 471 |
| 24.  | Le Dernier des Mohicans                  |      | Michael Mann                                      | 1 241 932 |
| 25.  | Jeux de guerre                           |      | Phillip Noyce                                     | 1 236 770 |
| 26.  | La Famille Addams                        |      | Barry Sonnenfeld                                  | 1 230 560 |
| 27.  | La mort vous va si bien                  |      | Robert Zemeckis                                   | 1 108 386 |
| 28.  | Des hommes d'honneur                     |      | Rob Reiner                                        | 1 052 615 |
|      | Peter Pan (rep)                          |      | Clyde Geronimi / Wilfred Jackson / Hamilton Luske | 1 000 000 |

Par pays d'origine des films (Pays producteur principal)
- États-Unis : 18 films
- France : 8 films
- Espagne : 1 film
- Vietnam : 1 film
- Total : 28 films